# Свети Георги (Балджа)
Вижте пояснителната страница за други значения на Свети Георги.
„Свети Георги“ (на гръцки: Ναός Αγίου Γεωργίου) е църква в солунското село Балджа (Мелисохори), Гърция, част от Лъгадинската, Литийска и Рендинска епархия.
Храмът е разположен в югоизточната част на селото. Датата на изграждане на храма е неизвестна, като местна традиция поддържа, че е от 1250 година. На мраморна плоча отвън над южната врата пише, че църквата е от 1744 година, като същата година я има и вътре на северната стена на наоса, но се смята, че това е дата на обновяване, а не на изграждане на църквата. Храмът е голяма каменна трикорабна базилика. Изписан е и има ценен позлатен резбован и изписан иконостас с икони от началото на XIX век.
Църквата е обявена за исторически паметник в 1983 година.